# علم جنوب إفريقيا
تم اعتماد علم جنوب أفريقيا الحاليّ في 15 مارس عام 1994. وأصبح علمًا رسميًّا للبلاد منذ 27 أبريل 1994. جاء هذا العلم ليحلّ محل سابقه الذي كان رمزًا مرتبطًا بتاريخ البلاد المتعلق بالأفريكانز والإنجليز. ترمز ألوانه الستة إلى مختلف الميولات السياسية للبلاد، وكذا الألوان التي استخدمت سابقًا في أعلام البلاد على مر التاريخ، كما أنها ترمز إلى الموارد الطبيعية للدولة. اُختير العلم لتمثيل الديموقراطية الجديدة بعد نهاية الفصل العنصري. ألوان العلم هي الأحمر في الأعلى والأزرق في الأسفل وينفصل اللونان عن اللون الأخضر بشريط لونه أبيض من الأعلى والاسفل، واللون الأخضر يظهر في المركز على شكل واي (Y) ثم يفصل بين اللون الأخضر والأسود لون برتقالي على شكل ڤي (V) معكوسة.استمرت

## ألوانه
في الوقت الذي تم في الاعتماد على العلم كان علم جنوب افريقيا هو العلم الوطني الوحيد في العالم يتألف من ستة ألوان. وتصميم العلم وألوانه هي ملخص للعناصر الرئيسية لتاريخ علم البلاد.
| اللون | لون النسيج                    | ما يعادل بانتون | ألوان الويب | النموذج اللوني أحمر أخضر أزرق | عينة |
| ----- | ----------------------------- | --------------- | ----------- | ----------------------------- | ---- |
| أخضر  | CKS 42 c Spectrum green       | 3415 c          | #007749     | 0, 122, 77                    |      |
| أسود  | CKS 401 c Blue black          |                 | #000000     | 0, 0, 0                       |      |
| أبيض  | CKS 701 c National flag white |                 | #FFFFFF     | 255, 255, 255                 |      |
| ذهبي  | CKS 724 c Gold yellow         | 1235 c          | #FFB81C     | 255, 182, 18                  |      |
| أحمر  | CKS 750 c Chilli red          | 179 c           | #E03C31     | 222, 56, 49                   |      |
| أزرق  | CKS 762 c National flag blue  | Reflex blue c   | #001489     | 0, 35, 149                    |      |

## تاريخ العلم

### (1910-1902)
استمرت حرب البوير الثانية بين 1899 و1902 عن طريق معاهدة فيرينيجيينغ (Vereeniging في 31 مايو) وأدت إلى تشكيل جنوب أفريقيا بحدودها الآن بحيث كانت تحت علم اتحاد البريطاني وأصبحت جمهوريات بور السابقة في (Orange state) مستعمرات كاب ومستعمرات ناتال (Natal) ولكل من المستعمرات لها الحق في علم استعماري يتبع تقليد الحاكم البريطاني.

### (1928-1910)
في مايو 1910 اجتمعت المستعمرات الأربع من أجل تشكيل اتحاد جنوب افريقيا ولم تعد تستخدم الأعلام الفردية وأصبحت أعلام جنوب أفريقيا جديدة مرة أخرى وبما أن السيطرة كانت بريطانية، استمر استخدام علم اتحاد بريطانيا في البلاد.

كانت أعلام بريطانيا الرسمية كلها حمراء وزرقاء خولت الإمبريالية البريطانية لهم بتشويه شكل الطائر مع درع من شعار جنوب أفريقيا، ولم يكن القصد أن تستخدم كعلم وطني للاتحاد ولكن كانت تستخدم من قبل بعض الناس وعلى الرغم من هذا كانت موجهة أساسا للاتحاد البحري.

كانت الراية الحمراء لجنوب أفريقيا هي العلم الوطني الفعلي لجنوب أفريقيا بين عامي 1910 و 1928.
عدلت الراية الحمراء بشكل طفيف في عام 1912 عندما وضع الدرع في قرص أبيض لجعله أكثر تميزًا. استمر استخدام الراية الحمراء كعلم للبحرية التجارية في جنوب أفريقيا حتى عام 1951.
علم بين 1910 و 1912.

### (1994-1928)[2]
نظرًا لانعدام شعبية هذه الأعلام، جرت مناقشات متقطعة حول تغيير العلم الجنوب أفريقي بعد عام 1910 الا بعد ان تولت حكومة الائتلافية السلطة في عام 1925 وتم تقديم مشروع تغيير العلم وأثار هذا المشروع جدلًا عنيفًا ودام الجدال لمدة ثلاث سنوات إثره طولب تغيير علم الاتحاد البريطاني واستبداله بتصميم جديد، حتى هددت مقاطعة ناتال (Natal) بالانفصال عن الاتحاد إذا تم تغير العلم.
وأخيرا تم التوصل إلى حل توفيقي أدى إلى اعتماد علم منفصل للاتحاد في أواخر عام 1927 وقد تم رفع التصميم لأول مرة في 31 مايو 1928 واستند التصميم على ما يسمى بعلامة فان ريبييك أو «علم الأمير» وهي تتألف من البرتقالي والأبيض والأزرق.
بعد استفتاء أصبحت البلاد جمهورية في 31 أيار 1961 ولكن تصميم العلم بقي نفسه مع ذلك كان هناك ضغط مكثف من أجل تغيير العلم ولا سيما من الفريقَيْن اللذين عبّرا عن استياء من وجود آثار للعلم الاتحاد البريطاني في التصميم الجديد. في عام 1968، اقترح رئيس الوزراء آنذاك جون فورستر اعتماد علم جديد من عام 1971 للاحتفال بالذكرى السنوية العاشرة لإعلان الجمهورية ولم يتحقق مقترحة أبدًا.

### العلم الحالي منذ عام 1994
أعلن عن أول علم وطني لجنوب أفريقيا في أواخر 27 أبريل 1994 في يوم انتخابات عام 1994 غير أنه المقصد كان تصميم علم مؤقت يُستخدم لمدة خمس سنوات فقط وقد تقرر تصميمه قبل أسبوع واحد من موعد الانتخابات.
كان اختيار العلم الجديد جزءًا من عملية التفاوض التي بدأت عندما أُطلق سراح نيلسون مانديلا من السجن في عام 1990. وعندما عُقدت مسابقة عامة على الصعيد الوطني في عام 1993، تلقت لجنة الرموز الوطنية أكثر من 7000 تصميم. وقد تقلص العدد إلى ستة تصاميم في قائمة مختصرة وعُرضت على الجمهور ومجلس التفاوض إلا أنه لم يحظ أيا منها بتأييد حماسيّ. ثم تم التواصل ببضعة أستوديوهات تصميم لتقديم المزيد من المقترحات، ولكن هذه أيضًا لم تكن صالحة. وذهب البرلمان إلى عطلة في نهاية عام 1993 دون مرشح مناسب للعلم الوطني الجديد.
وفي شباط من العام 1994، تم تكليف سيريل رامافوسا ورولف ماير كبير المفوضين في المؤتمر الوطني الأفريقي وحزب الحزب الوطني بمهمة حل قضية العلم واُعتمد تصميم نهائي في 15 مارس 1994، وهو تصميم مستمد من تصميم وضعته الدولة هيرالد فريد برواونيل (The State Herald Fred Brownell) الذي كان قد استخدم سابقًا في نامبيا. رفع العلم المؤقت في 27 أبريل 1994 وهو اليوم الذي بدأت فيه أول انتخابات وطنية شاملة للجميع أسفرت عن اختيار نيلسون مانديلا كأول رئيس منتخب ديموقراطيا في جنوب أفريقيا في 10 مايو 1994.

## عرض العلم رسميًّا
نشرت حكومة جنوب أفريقيا مبادئ توجيهية لعرض العلم على نحو سليم في 8 حزيران/يونيو 2001.
نشر جمعية في الجنوب الأفريقي وهي جمعية غير رسمية لدراسة الاعلام دليلا خاصا بها لعرض العلم بشكل سليم عام 2002.